# Rifugio Paul Preuss
Das Rifugio Paul Preuss meist nur Rifugio Preuss (deutsch Preusshütte) ist eine private Schutzhütte in der Rosengartengruppe im Trentino. Die in der Regel von Juni bis Oktober geöffnete Hütte verfügt über 10 Schlafplätze.

## Lage und Umgebung
Die Hütte liegt auf 2243 m s.l.m. im zentralen Bereich des Rosengartens. Sie wurde in aussichtsreicher Lage direkt oberhalb der Gardeccia Mulde an der Porte Neigre errichtet und steht nur wenige hundert Meter von der Vajolethütte entfernt.

## Geschichte
Die Entstehungsgeschichte der Hütte ist eng mit dem aufgewühlten Leben des Fassaner Bergführers und Bergsteigers Tita Piaz verbunden. Seine erste Frau hatte seit 1898 die Vajolethütte der Sektion Leipzig des Deutschen und Oesterreichischen Alpenvereins (DuOeAV) bewirtschaftet. Aufgrund seiner offenen Sympathien für den Irredentismus kam er nach dem Tod seiner Frau 1912 allerdings nicht als Hüttenwirt der DuOeAV-Hütte in Frage. Piaz errichtete daraufhin nur wenige hundert Meter entfernt, auf einem von ihm erworbenen Grundstück eine einfache Holzbaracke für den Verkauf von Postkarten. Kurz vor dem Ausbruch des Ersten Weltkrieges plante er die Baracke zu einer Schutzhütte auszubauen. Die Società degli Alpinisti Tridentini (SAT) unterstützte den Bau finanziell, auch auf dem Hintergrund der Auseinandersetzung mit pangermanistischen Bewegungen im Fassatal.
Der Kriegsausbruch verhinderte allerdings die Umsetzung des Bauvorhabens. Nachdem Piaz Anfang der 1920er Jahre Hüttenwirt der nun von der SAT betriebenen Vajoletthütte wurde, fielen die Hüttenbaupläne erst einmal unter den Tisch. Das Thema wurde aber wieder aktuell, als die SAT 1929 aus nicht vollständig geklärten Gründen seinen Pachtvertrag nicht verlängerte. Die nun von der faschistischen Partei kontrollierte SAT versuchte dabei vergeblich, ihm den Baugrund streitig zu machen. Piaz gelang es trotz erheblichen finanziellen Aufwandes die Hütte fertigzustellen und widmete sie seinem Freund Paul Preuß. Auch in der Folge war die Nachbarschaft mit der SAT-Hütte gestört. So beklagte sich Piaz 1934, dass die SAT die Wasserzufuhr und die Telefonleitung von der Vajoletthütte unterbrochen habe.
1988 wurde die Hütte abgerissen und im gleichen Jahr durch einen Neubau ersetzt. Das Rifugio Paul Preuss wird nach wie vor von der Familie Piaz bewirtschaftet.

## Zugänge
- Von Gardeccia, 1948 m ⊙ auf Weg 546 (45 Minuten)
- Von Pera di Fassa, 1326 m ⊙ auf Weg 546 (3 Stunden)
- Vom Rifugio Ciampedie, 1998 m ⊙ auf Weg 540, 545 (1 Stunde 30 Minuten)

## Nachbarhütten und Übergänge
- Zum Rifugio Roda di Vaèl – Rotwandhütte, 2283 m ⊙ über den Passo delle Cigolade auf Weg 541 in 2 Stunden 30 Minuten
- Zum Rifugio Roda di Vaèl – Rotwandhütte, 2283 m ⊙ über den Passo delle Coronelle auf Weg 541, 550, 542, 549 in 3 Stunden 30 Minuten
- Zur Gartlhütte – Rifugio Re Alberto I, 2621 m ⊙ auf Weg 542 in 1 Stunde
- Zur Santnerpasshütte – Rifugio Passo Santner, 2734 m ⊙ auf Weg 542 in 1 Stunde 20 Minuten
- Zur Grasleitenpasshütte – Rifugio Passo Principe, 2601 m ⊙ auf Weg 584A in 1 Stunde 10 Minuten
- Zur Grasleitenhütte – Rifugio Bergamo, 2165 m ⊙ auf Weg 584A, 3A in 1 Stunde 45 Minuten
- Zum Rifugio Antermoia – Antermoiahütte, 2497 m ⊙ auf Weg 584 in 2 Stunden 20 Minuten